# Electronic Delay Storage Automatic Calculator
L’Electronic Delay Storage Automatic Calculator (EDSAC) est un ordinateur de première génération mis en service en 1949 à l’Université de Cambridge, Royaume-Uni. Après le Manchester SSEM, l'EDSAC est le deuxième ordinateur électronique à programme enregistré connu et conçu à cet effet, et le premier entièrement utilisable. Il a été retiré en juillet 1958, au moment de la mise en fonction de l'EDSAC 2.

## Historique

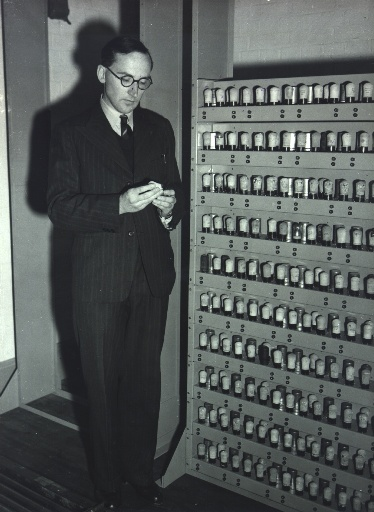
Maurice Wilkes devant l'une des douze baies de l'EDSAC

L'EDSAC est conçu par Maurice Vincent Wilkes, d'après les travaux de John Von Neumann concernant l'EDVAC.
La construction débute en 1947 et s'achève au printemps 1949. L'EDSAC exécute son premier programme le 6 mai 1949, calculant une table de puissances de deux et une liste de nombres premiers.
L'EDSAC est éteint le 11 juillet 1958 après son remplacement par l'EDSAC 2, qui fonctionne jusqu'en 1965.
Les programmeurs de l'EDSAC utilisent des codes mnémotechniques[Quoi ?] pour les instructions, préfigurant les langages assembleur. L'EDSAC peut effectuer en une minute 15 000 opérations mathématiques dont 4 000 multiplications.

## Description technique
L'EDSAC est un ordinateur de première génération (employant des tubes électroniques), à programme enregistré, et programmé par instructions plutôt que par câblage.
L'EDSAC est constitué de 142 châssis répartis à travers 12 baies de 180 cm de haut, abritant environ 3400 tubes électroniques, à mettre en perspective avec les quelque 19 000 tubes de l'ENIAC. La plupart des baies constituent le processeur, les autres l'alimentation, la gestion de la mémoire ou encore l'amorçage.
Le jeu d'instructions comprend 17 instructions avec un cycle de 1.5 ms pour les instructions ordinaires, et de 6 ms pour la multiplication, avec une vitesse de traitement moyenne de 650 instructions par seconde.
La mémoire est constituée de 18 lignes de délai au mercure d'une capacité de 512 mots de 18 bits, dont 17 utilisables, soit une capacité totale de 8704 bits (environ 1 kilooctet). Cette capacité est portée à 1024 mots en 1956, permettant l'exécution de programmes de 800 instructions.
Initialement, l'EDSAC ne comprend qu'un seul registre limité à un accumulateur et un registre multiplicateur. En 1953, un registre d'indexation est ajouté.
Les entrées se font par ruban perforé, et les sorties par téléscripteur.
Parmi les témoignages d'époque, celui de John Lindley, alors jeune programmeur sur la machine, mentionne "l'incroyable difficulté" de produire un ruban perforé correct avec l'équipement primitif et peu fiable des années 1950. Les fins rubans de papier s’emmêlent ou se déchirent régulièrement dans la perforatrice artisanale servant de périphérique d'entrée de l'EDSAC.

## Réplique

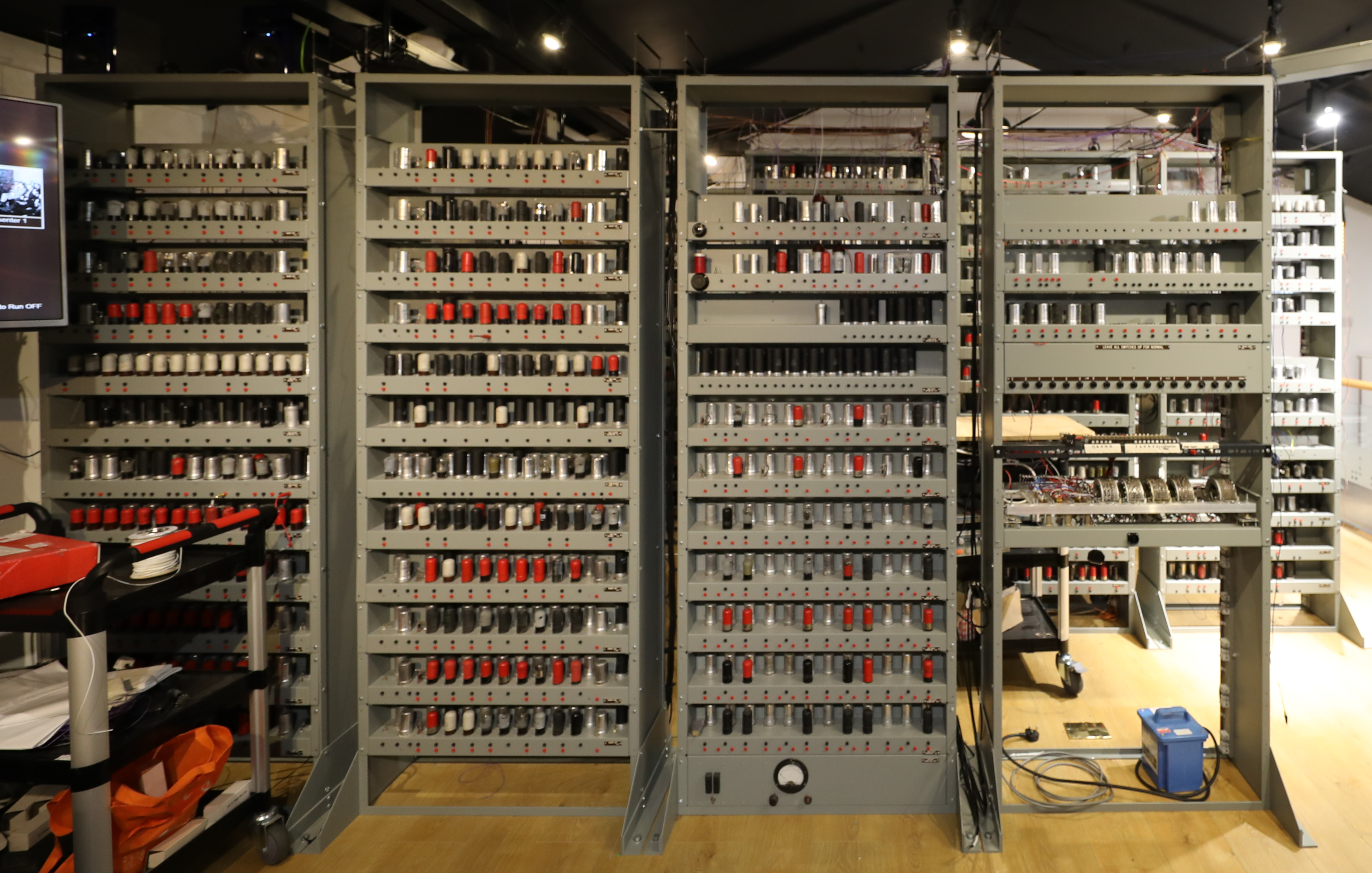
La réplique de l'EDSAC, incomplète, en octobre 2018

Le 13 janvier 2011, la Computer Conservation Society annonce son projet de créer une réplique de l'EDSAC au Musée National de l'Informatique à Bletchey Park, comme cela a été fait pour le Colossus et le Manchester SSEM. Le projet est supervisé par Andrew Herbert, étudiant de Maurice Wilkes, concepteur de l'EDSAC. La reconstitution des circuits est permise par le développement d'un simulateur logique bas niveau, ELSIE, et par la redécouverte de schémas originaux. Cette documentation est désormais fournie sous licence Creative Commons par le groupe de re-création de l'EDSAC.
La réplique est estimée prête à l'exposition pour l'automne 2017, mais subit entre-temps des retards. Au début de 2021, le projet est suffisamment avancé pour permettre le fonctionnement de plusieurs instructions.

## Anecdotes
Le premier livre de programmation informatique, "The preparation of programs for an electronic digital computer", est écrit par Maurice Wilkes et certains de ces associés. Il est publié en 1951 et cible principalement l'EDSAC. Cet ouvrage est désormais dans le domaine public et librement accessible.
L'EDSAC est la première machine connue à comprendre un amorceur, permettant de charger un programme plutôt que de saisir ses instructions manuellement, comme sur l'ENIAC ou Manchester SSEM. Ces 31 instructions sont connues sous le nom d’"Initial Orders". Une seconde révision permet même la relocalisation du code en mémoire.
Les opérateurs de l'EDSAC ont relié un haut-parleur au circuit de l'accumulateur. Un arrêt du programme ou une boucle infinie pouvait  ainsi être repérés auditivement, et immédiatement.